# Dezastrul navetei spațiale Columbia

Însemnul misiunii STS-107

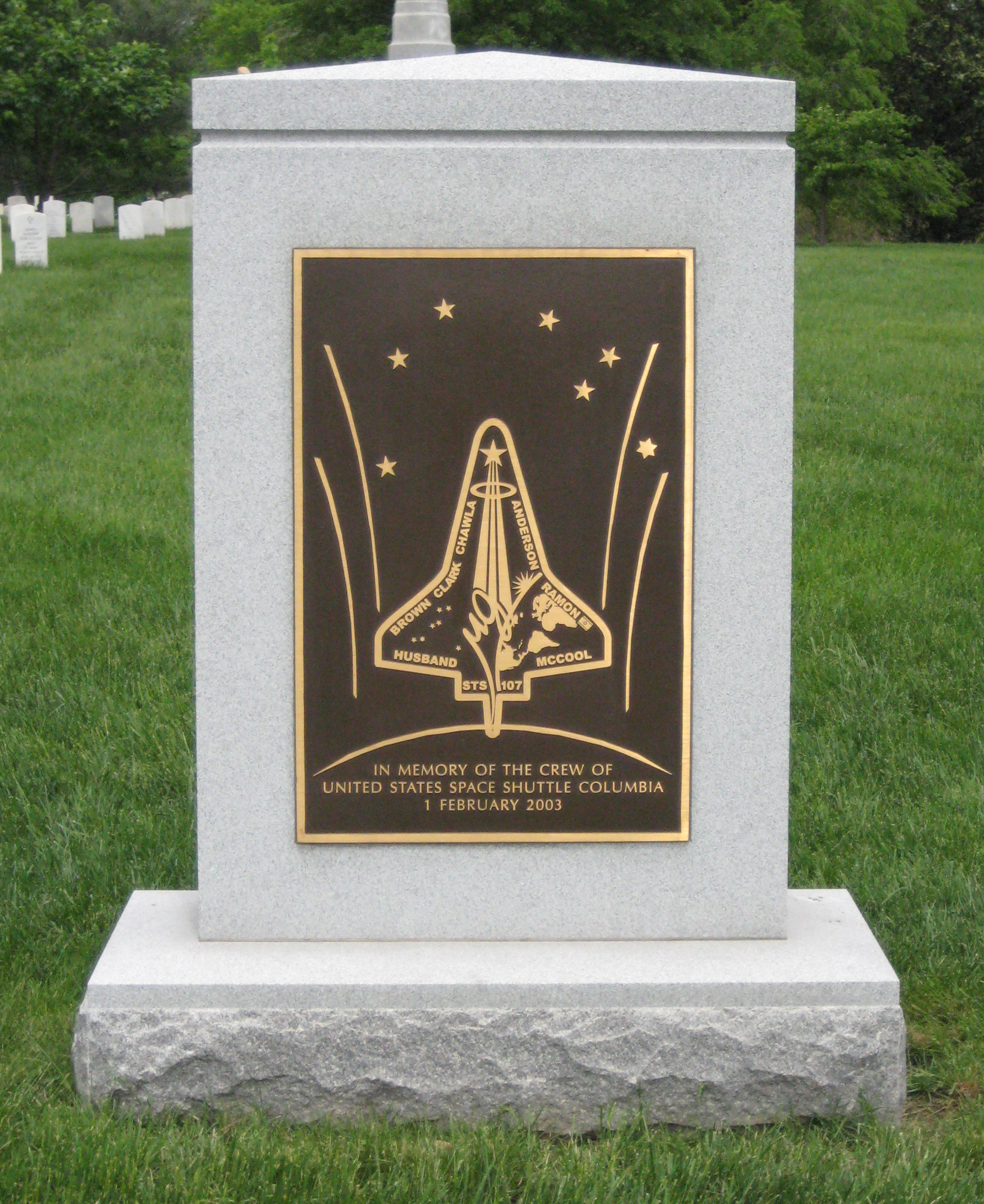

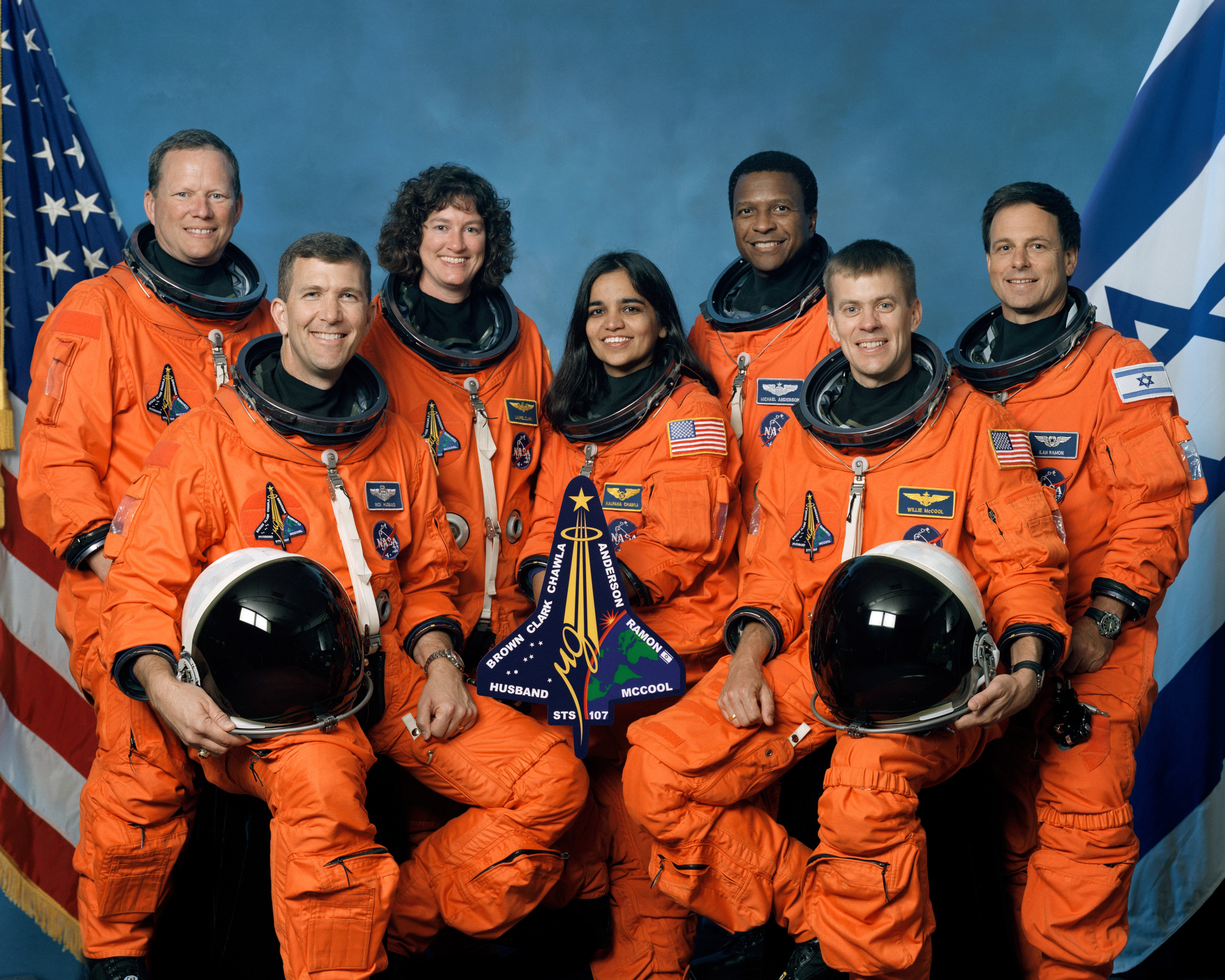
Echipajul: David Brown, Rick Husband, Laurel Clark, Kalpana Chawla, Michael Anderson, William McCool și Ilan Ramon (de la stânga la dreapta)

Dezastrul navetei spațiale Columbia a avut loc la 1 februarie 2003, când naveta spațială Columbia s-a dezintegrat deasupra Texasului în timpul reintrării în atmosfera Pământului, toți cei șapte membri ai echipajului murind. Accidentul s-a petrecut cu puțin timp înainte de terminarea celei de-a 28-a misiuni a navetei, STS-107.
Pierderea navetei Columbia a fost rezultatul avariilor suferite în timpul lansării, când o parte din izolație, de mărimea unei serviete mici, s-a desprins din rezervorul principal exterior al navetei sub acțiunea forțelor aerodinamice. Resturile au lovit muchia frontală a aripii stângi, avariind sistemul de protecție termică (TPS), care o protejează de căldura generată de frecarea cu atmosfera la reintrarea în aceasta. Deși Columbia a rămas pe orbită, unii ingineri au suspectat că există probleme, dar managerii NASA au restrâns investigația, pe motiv că nu se pot face prea multe, chiar dacă se găsesc probleme.
Regulamentele de securitatea operării navetelor NASA stipulau că spuma de izolație a rezervorului exterior și lovirea navetei de către aceasta erau probleme de securitate ce trebuiau să fie rezolvate înainte de primirea permisiunii de lansare, dar adesea se dădea undă verde lansărilor chiar dacă inginerii ce studiau problema desprinderii de spumă izolatoare nu ajungeau la o concluzie favorabilă. Majoritatea lansărilor de navete înregistrau asemenea desprinderi de spumă și zgârieturi ale învelișului termic, evenimente ce încălcau regulamentele de securitate. În timpul reintrării după misiunea STS-107, suprafața avariată a permis gazelor fierbinți să pătrundă și să distrugă structura internă a aripii, cu rapiditate, ceea ce a determinat dezmembrarea vehiculului în timpul zborului. O operațiune masivă de căutare efectuată în Texas, Louisiana și Arkansas a dus la recuperarea rămășițelor echipajului și a numeroase fragmente din vehicul.
Misiunea STS-107 a fost cea de-a 113-a lansare de navetă spațială. Ea a fost amânată de 18 ori de-a lungul a doi ani de la data planificată inițial, 11 ianuarie 2001, fiind lansată efectiv la 16 ianuarie 2003. (STS-113 a fost lansată înaintea ei.) O întârziere cauzată de crăpături în sistemul de distribuție a combustibilului avusese loc cu o lună înainte de una dintre datele planificate, 19 iulie 2002. Comisia de Investigare a Accidentului Columbiei a determinat că această întârziere nu a avut nimic de-a face cu defectarea catastrofală ce a avut loc șase luni mai târziu.
Recomandările Comisiei de Investigare a Accidentului Columbiei au tratat atât probleme tehnice, cât și probleme organizatorice. Accidentul a dus la oprirea operării navetelor spațiale timp de doi ani, așa cum s-a întâmplat și după dezastrul Challenger. Construcția Stației Spațiale Internaționale a fost oprită, și, timp de 29 de luni, stația s-a bazat exclusiv pe Agenția Spațială Federală Rusă pentru reaprovizionare și pentru rotația echipajului până când zborurile navetelor spațiale americane s-au reluat cu misiunea STS-114.